# Сельское поселение «Деревня Воронино»
Сельское поселение «Деревня Воронин» — муниципальное образование в составе Мосальского района Калужской области. Административный центр — деревня Воронино. Площадь поселения — 5850 га.
В. Кашкаров в 1901 году в статье «К вопросу о древнейшем населении Калужской губернии», опубликованной во второй книге «Калужской старины», предположил, что славянский город Корьдно (Кордно), о котором упоминается в Поучении Владимира Мономаха — это селение Корно Мосальского уезда. Славянское поселение вятичей Корьдно (Кордно), по мнению академика Б. А. Рыбакова, было главным городом вятичей, упоминаемым арабскими и персидскими авторами.

## Населённые пункты
В состав муниципального образования входит 10 деревень:
- Воронино
- Берно
- Богатищево
- Васильевское
- Дубье
- Ивано-Дуброво
- Излятино
- Корное
- Проходы
- Тимофеевское